# Ålkatjjekna
Ålkatjjekna är en glaciär i Sarek i Sverige.